# Their Finest Hour: The Battle of Britain
Pour les articles homonymes, voir Battle of Britain (homonymie).
Their Finest Hour: The Battle of Britain est un jeu vidéo de simulation de vol créé par Lawrence Holland et publié par Lucasfilm Games en 1989. C’est le deuxième jeu d’une trilogie de jeu se déroulant pendant la Seconde Guerre mondiale et publié par Lucasfilm après Battlehawks 1942 (1988) et avant Secret Weapons of the Luftwaffe (1991). À sa sortie, le jeu est très bien accueilli par la presse spécialisée,.